# Маддалена (гора)
Маддалена (итал. Monte Maddalena) — гора в Южных Известняковых Альпах, расположенная к северо-востоку от Брешиа в Ломбардии. Из-за близкого расположения к городу её называют «гора брешианцев» (la montagna dei bresciani). Ранее гора называлась Монте-Денно (Monte Denno) от латинского «Mons Domini». Высота — 874 метра над уровнем моря. На склонах расположены коммуны Наве и Боттичино. Маддалена является частью Парка брешианских холмов (Parco delle colline bresciane).